# Viloxazina
La viloxazina, que se vende bajo la marca Qelbree, entre otras.  Es un medicamento que se usa para tratar el trastorno por déficit de atención con hiperactividad. Se toma por vía oral. Fue utilizado durante casi 30 años por depresión antes de ser descontinuado por razones comerciales. La formulación original era de liberación inmediata, mientras que la utilizada para el TDAH era de liberación prolongada.
Entre los efectos secundarios se incluyen problemas para dormir, dolor de cabeza, somnolencia, cansancio, náuseas, sequedad de boca, estreñimiento, irritabilidad, aumento de la frecuencia cardiaca y de la presión arterial. En raras ocasiones, puede provocar pensamientos o comportamientos suicidas o causar manía en personas con trastorno bipolar. Existe un bajo riesgo de uso indebido. Es un inhibidor selectivo de la recaptación de norepinefrina (NRI).
La viloxazina se patentó en 1969 y se aprobó para uso médico en el Reino Unido en 1974. No estaba aprobada en los Estados Unidos en ese momento. Fue reutilizado y aprobado en los Estados Unidos en 2021. No es una sustancia controlada. En los Estados Unidos cuesta unos 325 USD por mes por una dosis de 200 mg por día.